# Sint-Clarastraat
De Sint-Clarastraat is een straat in Brugge.

## Beschrijving
Op het einde van de straat werd een klooster gebouwd van clarissen. Het kwam tot stand tussen 1260 en 1292. Het ging om clarissen die, in tegenstelling tot de oorspronkelijke voorschriften, eigendommen verwierven. Ze werden daarom de Rijke Claren Urbanisten genoemd.

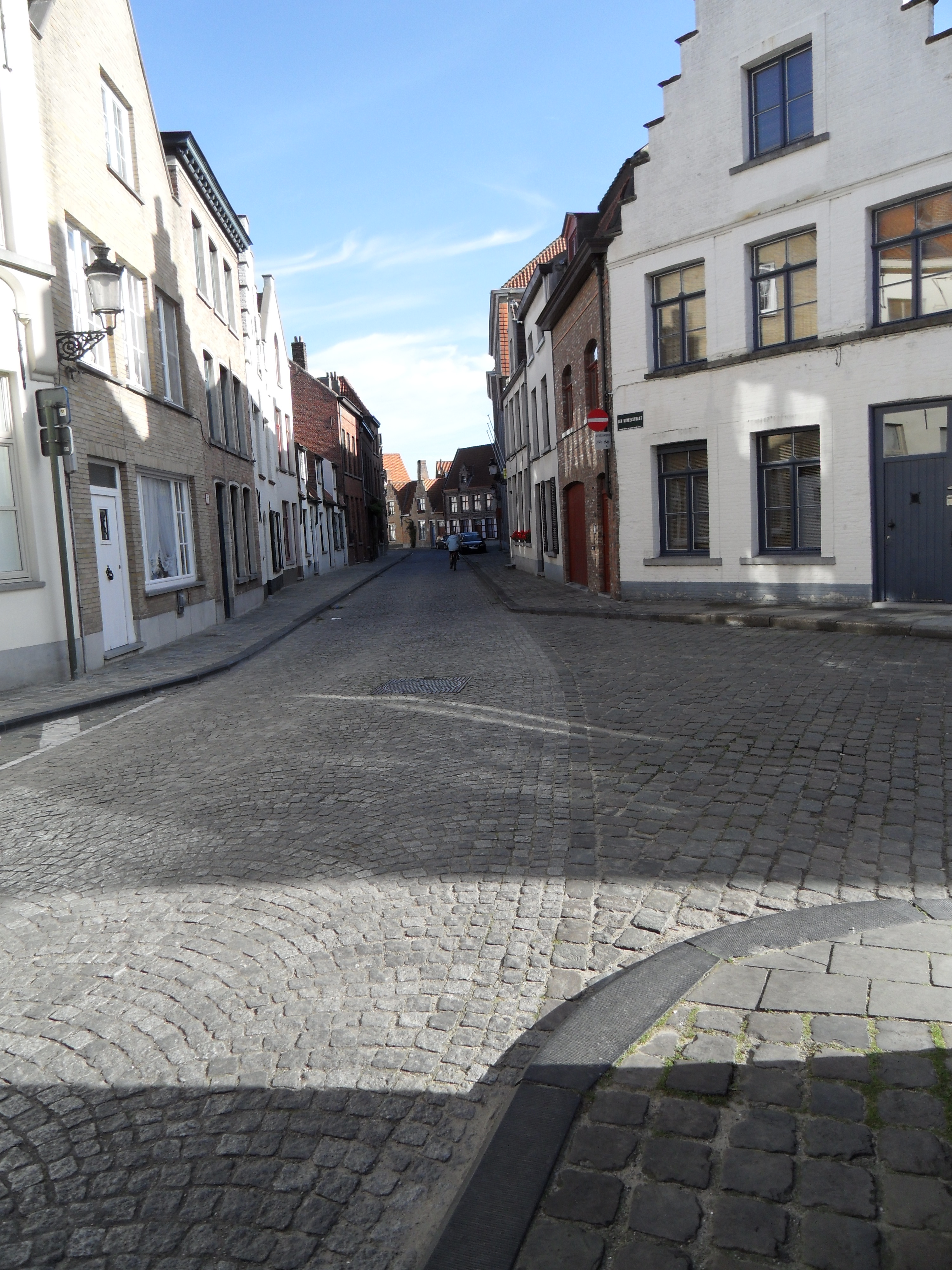
De Sint-Clarastraat gezien vanuit de Sint-Jorisstraat

Hun klooster werd in 1783 afgeschaft. Op dezelfde plek bouwden de paters-kapucijnen een nieuwe kerk en klooster, die in 1965 verdwenen en op hun beurt plaats maakten voor een sociale woonwijk en voor het openbaar park 'Sincfal'.
Al voor 1302 had de straat die naar het klooster leidde de naam van Sinte-Clarastraat.
De Sint-Clarastraat loopt van de Sint-Jorisstraat naar de Calvariebergstraat en de Sint-Claradreef.

## Voetnota
1. ↑  In 1263 had paus Urbanus IV de clarissen toelating gegeven gemeenschappelijk eigendommen te bezitten.

Straten en pleinen in Brugge met een artikel op Wikipedia: